# Michael Russell (tenista)
Michael Russell (* 1. května 1978 v Detroitu, Michigan, USA) je současný americký profesionální tenista. Ve své dosavadní kariéře nevyhrál na okruhu ATP World Tour žádný turnaj. Nejvýše byl ve dvouhře umístěn 13. srpna 2007 na 60. místě a ve čtyřhře 12. listopadu 2001 na 222. místě žebříčku ATP.

## Finálové účasti na turnajích ATP World Tour (0)
Žádného finále na ATP se neúčastnil.

## Tituly na turnajích ATP Challenger Tour (13)

### Dvouhra (11)
| Č.  | Datum              | Turnaj    | Povrch    | Soupeř ve finále    | Výsledek    |
| 1.  | 6. únor, 2000      | Amarillo  | tvrdý (h) | Stefano Pescosolido | 7-5, 6-2    |
| 2.  | 18. červenec, 2004 | Granby    | tvrdý     | Davide Sanguinetti  | 6-3, 6-2    |
| 3.  | 4. prosinec, 2005  | Orlando   | tvrdý     | Todd Widom          | 6-4, 6-2    |
| 4.  | 20. srpen, 2006    | Bronx     | tvrdý     | Paul Capdeville     | 6-0, 6-2    |
| 5.  | 3. prosinec, 2006  | Maui      | tvrdý     | Sam Warburg         | 6-1, 6-0    |
| 6.  | 7. leden, 2007     | Nouméa    | tvrdý     | David Guez          | 6-0, 6-1    |
| 7.  | 28. leden, 2007    | Waikoloa  | tvrdý     | Jamie Baker         | 6-1, 7-5    |
| 8.  | 17. únor, 2007     | Joplin    | tvrdý (h) | Frederic Niemeyer   | 6-4, 6-1    |
| 9.  | 10. květen, 2009   | Savannah  | antuka    | Alex Kuznetsov      | 6-4, 7-6(6) |
| 10. | 31. květen, 2009   | Carson    | tvrdý     | Michael Yani        | 6-1, 6-1    |
| 11. | 21. listopad, 2009 | Champaign | tvrdý (h) | Taylor Dent         | 7-5, 6-4    |

### Čtyřhra (2)
| Č. | Datum            | Turnaj    | Povrch     | Partner       | Soupeři ve finále                      | Výsledek    |
| 1. | 21. květen, 2000 | Edinburgh | antuka     | Tommy Robredo | Lars Burgsmüller Ota Fukárek           | 6-0, 6-2    |
| 2. | 7. květen, 2005  | Tunica    | antuka (h) | Dušan Vemić   | Juan Pablo Brzezicki Juan Pablo Guzmán | 7-6(4), 6-3 |

## Postavení na žebříčku ATP na konci sezóny

### Dvouhra
| Rok    | 1997 | 1998   | 1999   | 2000   | 2001  | 2002   | 2003   | 2004   | 2005   | 2006   | 2007  | 2008   | 2009  |
| Pořadí | 346. | ▲ 288. | ▲ 226. | ▲ 156. | ▲ 88. | ▼ 160. | ▼ 496. | ▲ 244. | ▼ 363. | ▲ 145. | ▲ 72. | ▼ 259. | ▲ 83. |

### Čtyřhra
| Rok    | 1997  | 1998   | 1999   | 2000   | 2001   | 2002   | 2003    | 2004   | 2005   | 2006   | 2007   | 2008 | 2009 |
| Pořadí | 1181. | ▲ 514. | ▲ 320. | ▲ 240. | ▲ 228. | ▼ 709. | ▼ 1564. | ▲ 496. | ▲ 468. | ▼ 830. | ▲ 283. | -    | -    |